# Radio Act of 1912
Der Radio Act of 1912 war ein US-amerikanisches Bundesgesetz.
Das Gesetz wurde nach dem Untergang der Titanic erlassen. Es führte die Konzessionspflicht für Funkstationen ein, regelte den Notverkehr im Seefunk und beschränkte den Amateurfunkdienst auf Wellenlängen kürzer als 200 Meter. Da damals die Weitverkehrsmöglichkeiten der Kurzwelle noch nicht bekannt waren, wurden diese Frequenzen als weniger nützlich angesehen.
Das Gesetz war gültig bis 1927.